# Maria Nikiforova
Maria Grigor'evna Nikiforova (en ukrainien : Марія (Маруся) Григорівна Нікіфорова ; russe : Мария Григорьевна Никифорова ; 1885-1919), est une révolutionnaire anarchiste ukrainienne active au début du XXe siècle. Elle pratique la propagande par le fait avant guerre, puis devient la meneuse d'un groupe partisan anarchiste. Elle s'illustre aussi en fondant les Gardes noirs, une organisation paramilitaire anarchiste qui combat les Bolcheviks à Moscou. 
Elle est également communément connue par son diminutif de Maroussia. Par ses exploits, elle devient une figure importante du mouvement anarchiste de 1918-1919 en Ukraine pendant la guerre civile russe. 

## Biographie

### La jeunesse et l'exil
Maria Nikiforova est née à Alexandrovsk (aujourd'hui Zaporijjia), en Ukraine, en 1885. Elle est la fille d'un officier et héros de la guerre russo-turque de 1877-1878. À l'âge de 16 ans, elle quitte la maison et s'emploie comme nourrice, employée-vendeuse et finalement ouvrière d'usine, avec un poste de laveuse de bouteilles dans une distillerie de vodka. Elle rejoint alors un groupe local d'anarcho-communistes. 

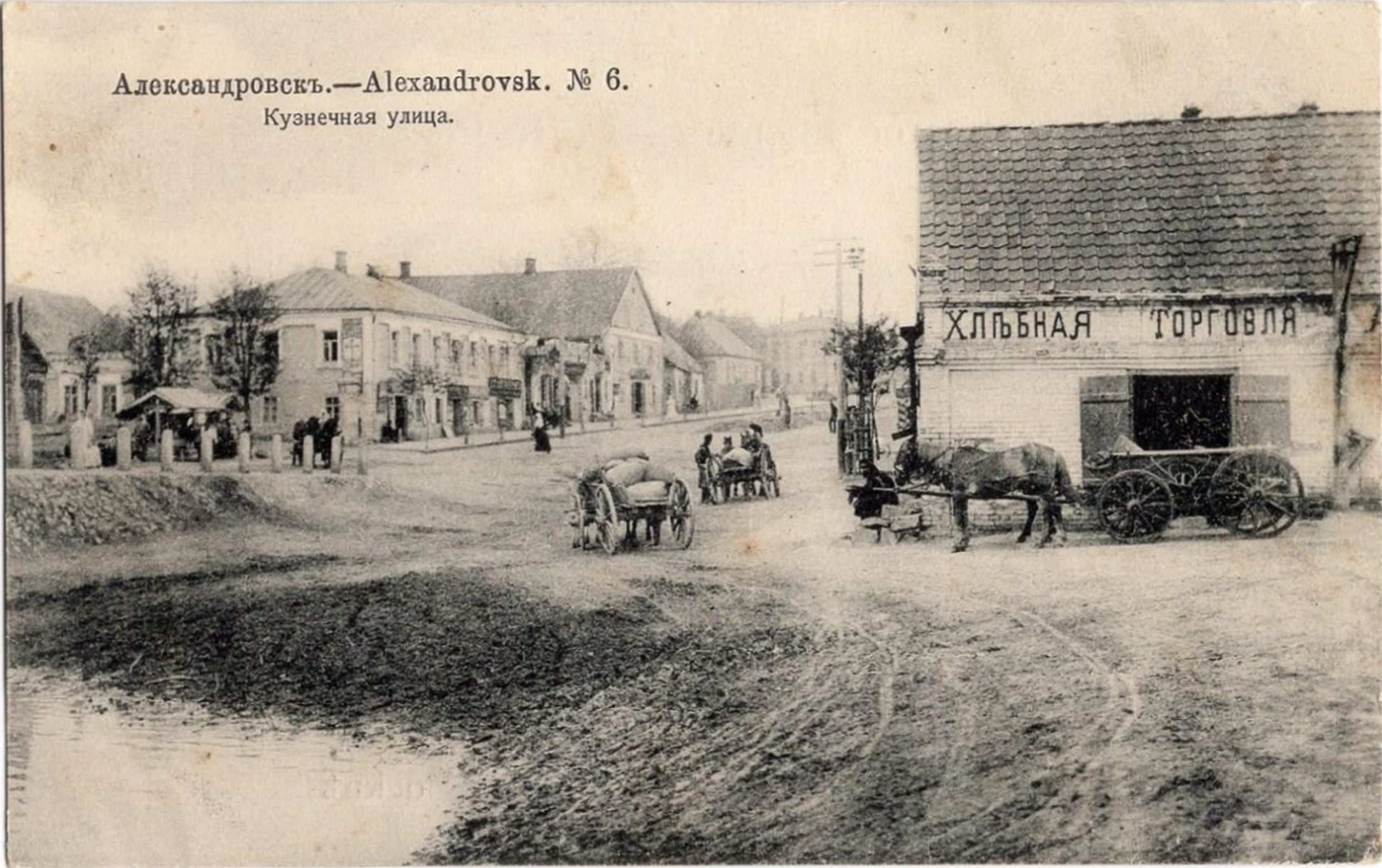
Aleksandrovsk à la fin du XIXe siècle.

Elle adopte la stratégie du terrorisme bezmotivnï (la terreur "sans-motif") visant les symboles et les incarnations de la bourgeoisie, organisant un certain nombre d'attentats à la bombe et d'expropriations, notamment des braquages de banque. En 1907, elle est capturée pour son implication dans ces activités et condamnée à la peine de mort, commuée en peine de réclusion à perpétuité. Elle purge une partie de sa peine à la prison de Petropavlovsk à Saint-Pétersbourg avant d'être exilée en Sibérie en 1910. De là, elle s'échappe jusqu'au Japon. Elle se rend ensuite aux États-Unis, puis en Espagne et arrive finalement à Paris. En 1913, elle était connue sous le surnom de Maroussia, un diminutif affectueux de "Maria", elle l’utilisait comme signature. À Paris, elle épouse par commodité Witold Brzostek, un ami anarchiste polonais. Avec le déclenchement de la Première Guerre mondiale, elle prend parti pour la position anti-allemande de Pierre Kropotkine et du Manifeste des Seize en opposition aux « empires centraux », particulièrement à l'Empire allemand. Elle postule à un collège d'officiers français dont elle sort diplômée, puis sert sur le front macédonien.

### Retour à Alexandrovsk
Quand la révolution russe éclate, en février 1917, Maria Nikiforova abandonne la guerre pour retourner à Pétrograd où elle se jette dans l'activité révolutionnaire. Dans cette ville, elle rejoint la Fédération anarchiste communiste de Petrograd et prend la parole lors de rassemblements pro-anarchistes, notamment à Kronstadt lors des Journées de juillet. Après l'échec de cette tentative insurrectionnelle, l'activité anti-anarchiste du gouvernement provisoire russe se renforce et Maria se réfugie dans sa ville natale à Alexandrovsk, en Ukraine [I]. Une fois sur place, elle rejoint la Fédération anarchiste locale et organise une force de lutte composée de gardes noirs anarchistes, la Volnaïa Boïevaïa Droujina (Bataillon de combat libre). Sous son commandement, les partisans affrontent les factions contre-révolutionnaires, les autorités de la ville, et en particulier les officiers de l'armée et les propriétaires terriens qui refusent de coopérer aux efforts paysans pour redistribuer la terre et les richesses. Le gouvernement nationaliste d'Alexandrovsk peine alors à maintenir son ordre face aux actions des forces de gauche en général et des anarchistes en particulier, qui exercent un réel contrôle politique pour pousser les acquis révolutionnaires avec un évident soutien populaire, et qui combattent l'influence de la Rada centrale et veulent la redistribution de la propriété privée. 

### Maria Nikiforova et Nestor Makhno

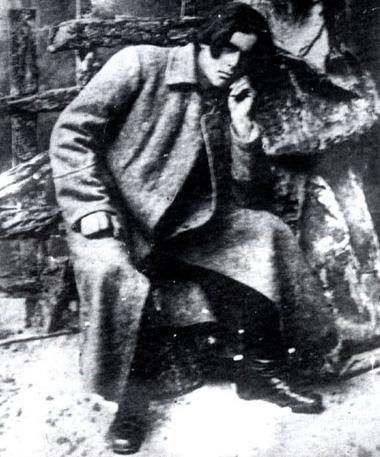
Nestor Makhno (1918), futur leader des Territoires Libres, était encore un chef de milice mineur lorsqu'il rencontra Nikiforova.

Lorsque la Révolution d’Octobre a lieu dans l’Empire russe, des villes dominées par la gauche, telles que Houliaïpole (ou Gouliaï Polié), étaient déjà sur le point de déclencher une guerre civile ouverte. Dans ces localités, les anarchistes accumulent des forces en faisant appel à l’enthousiasme paysan pour la révolution. Lorsque l'Armée rouge entre en Ukraine, le soviet de la petite ville publie un décret appelant les combattants révolutionnaires à s'allier aux soviétiques russes pour renverser les forces réactionnaires et les nationalistes ukrainiens. Des centaines d'hommes, principalement des anarchistes, forment une Garde noire menée par Nestor Makhno et son frère Sava et marchent sur Alexandrovsk. Assiégés par l'avancée des forces de l'Armée rouge au nord, des anarchistes de Makhno à l'est et par l'action des anarchistes menés par Nikiforova de l'intérieur, l'armée nationaliste doit se retirer de la ville le 15 janvier 1918. Le soviet nationaliste de la ville est remplacé par un soviet révolutionnaire, où les anarchistes s'entendent d'abord avec les bolcheviks. Les forces de Makhno, arrivées en quelques jours, modifient l'équilibre des forces en faveur des anarchistes. 
Une fois la ville d'Alexandrovsk sécurisée, Nikiforova et ses nouveaux alliés, les makhnovistes, tiennent des pourparlers avec les bolcheviks. Ayant le soutien d'organisations armés efficaces et volontaires, Nikiforova et Makhno négocient pour obtenir la présence de représentants anarchistes au sein du nouveau Comité révolutionnaire (RevKom) de la ville. Au départ, l'alliance entre Maroussia et Makhno s'est fondée sur la base de l'idée anarchiste partagée par tous deux. Cependant, Maroussia a plus tard commencé à considérer que Nestor avait ignoré les idées anarchistes. 
Nikiforova est nommée au poste de député adjoint au RevKom, mais quelques semaines plus tard, Makhno a manifesté son insatisfaction vis-à-vis de l'absence de radicalisme du groupe. À partir de cette date, la paire opère de manière indépendante en tant que commandants militaires, mais maintiennent une étroite collaboration et en mettant souvent en commun leurs ressources pour poursuivre une révolution anarchiste. Michael Palij, historien spécialiste de Makhno, a noté que Nikiforova « exerçait une influence considérable sur Makhno dès le début de leur relation ». 
À l'été 1917, à Houliaïpole, les anarchistes détiennent officieusement le pouvoir économique, mais cela est dû à une activité d'influence souterraine au sein de l'Union des paysans et du soviet ; officiellement, dans la ville, le pouvoir repose sur le soviet soutenu par les bolcheviks. En août 1917, Nikiforova s'empare d'un entrepôt militaire à Orikhiv, attaquant, désarmant et dispersant le régiment de la ville et exécutant tous les officiers capturés. Cependant, plutôt que de transmettre les prises à l'Armée rouge, elles sont distribuées à Makhno et à ses propres gardes noirs. Cet épisode marque l'autonomie de Nikiforova vis-à-vis du comité révolutionnaire et des bolcheviks, bien qu'elle continue à s'allier avec l'Armée rouge au combat, les anarchistes d'Alexandrovsk poursuivent leurs propres objectifs. 
Maria Nikiforova a ensuite participé à la mise en place de nouveaux détachements armés anarchistes dans d'autres villes, dont Elisavetgrad. 

### La Droujina libertaire
En décembre 1917, les gardes noirs d'Alexandrovsk contribuent à établir le pouvoir soviétique dans les villes de Kharkiv et d'Iekaterinoslav dans l'est de l'Ukraine en en chassant les forces de la Rada centrale. En remerciement, le commandant bolchevique de la région, Vladimir Antonov-Ovseïenko, lui a donné des fonds pour améliorer l'équipement de son détachement, connu sous le nom de Volnaïa Boevaïa Droujina (Bataillon de combat volontaire). Cette unité combattait activement les gardes blancs, les nationalistes ukrainiens et les germano-austro-hongrois dans une grande partie du sud de l'Ukraine. Elle a joué un rôle déterminant dans l'établissement du pouvoir soviétique dans la ville de Elisavetgrad (aujourd'hui Kropyvnytskyï ) et a par la suite été impliquée dans la répression d'une révolte réactionnaire dans la ville. En avril 1918, Vladimir Antonov-Ovseïenko lui adresse des éloges pour ses activités révolutionnaires. 
Le bataillon disposait notamment d'un train blindé qui pouvait permettre des déplacements rapides. Les wagons eux-mêmes étaient chargés de voitures blindées, de tachankas et de chevaux, ce qui signifiait que le détachement n'était nullement limité aux lignes de chemin de fer et pouvait agir dans les zones rurales. Les trains étaient décorés de drapeaux noirs et de banderoles sur lesquelles étaient inscrits : « La libération des travailleurs est l'affaire des travailleurs eux-mêmes », « Longue vie à l'Anarchie », « Le Pouvoir engendre les parasites » et « L'anarchie est la mère de l'ordre ». 
Les soldats du bataillon anarchiste étaient sans doute mieux nourris et équipés que bon nombre d'unités de l'Armée rouge. Bien qu'il n'y ait pas d'uniformes officiels en son sein, les soldats avaient certainement adopté un sens du style commun qui les distinguaient. Ils portaient souvent les cheveux longs (peu communs à cette époque), des bonnets en peau de mouton, des vestes de service d'officiers, des culottes rouges et portaient leurs ceintures de munitions bien en évidence. La Droujina était composée d'un noyau de militants convaincus, dont Marusya, et d'un groupe numériquement plus important de sympathisants qui allaient et venaient sur une base assez occasionnelle. Parmi les militants figuraient un bon nombre de marins de la mer Noire, réputés dans toute l'Ukraine pour leurs qualités de combattant. 
Avec leurs drapeaux noirs et leurs canons, les échelons de Marusya ressemblaient, d'après certains témoignages, à des navires pirates naviguant dans la steppe ukrainienne. Un observateur, le socialiste-révolutionnaire de gauche I. Z. Steinberg, a comparé les trains au Hollandais volant : susceptibles d'apparaître à tout moment, n'importe où. Voyageant par échelons, les Droujina ont avancé à la rencontre de l'ennemi, ce qui signifiait, en janvier 1918, les forces réactionnaires de la Garde blanche et de la Rada centrale ukrainienne. 

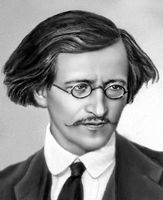
Vladimir Antonov-Ovseïenko, un allié de longue date de Nikiforova rencontré à Paris. Il lui apporta un soutien politique et matériel de l'intérieur du parti bolchevique.

Nikiforova a été jugée deux fois par les bolcheviks pour insubordination et pillage : à Taganrog en avril 1918 et à Moscou en janvier 1919. Elle a été acquittée lors du premier procès, où de nombreux témoins étaient présents pour prendre sa défense. Antonov-Ovseïenko a également télégraphié une lettre pour la soutenir, dans laquelle il la félicitait pour ses activités révolutionnaires et l'aide qu'elle a apporté aux bolcheviks. Lors de son second procès, on ne lui a pas permis de se défendre et Maroussia s'est vue interdire d'occuper un poste politique pour une durée d'un an. De retour en Ukraine, elle se rendit à Houliaïpole, désormais une zone autonome sous contrôle anarchiste, surnommé le Territoire libre, où Nestor Makhno menait ses activités. Ne voulant pas compromettre sa fragile alliance temporaire avec l'Armée rouge, Makhno refusa de passer outre à la sentence et ne la nomma pas à un poste dans l'armée révolutionnaire insurrectionnelle d'Ukraine (la « Makhnovtchina »). Dans l'impossibilité d'occuper un poste de commandement d'une force de combat, Nikiforova a travaillé aux côtés de Makhno en déployant une activité de mobilisation d'une grande efficacité, prononçant des discours publics et en organisant des événements de propagande. 
Antonov-Ovseïenko se souvient de l'avoir rencontrée le 28 avril 1919, alors qu'il passait en revue les troupes de Makhno dans la ville de Houliaïpole. « Makhno présente les membres du comité exécutif du soviet de Gouliaï-Polié et ses collaborateurs. Il y a aussi le commissaire politique du pont, ma vieille connaissance, Maroussia Nikiforova. »  Cherchant à clarifier les rumeurs de corruption et d’activités contre-révolutionnaires dans les rangs makhnovistes et du soviet de la ville, Antonov-Ovseïenko écrivit aux responsables son impression enthousiaste de Gouliaï-Polié. Son rapport a intrigué des membres éminents du Parti bolchevique, qui ont alors décidé de se rendre personnellement sur place. Lev Kamenev et une délégation de politiques ukrainiens arrivèrent, le 7 mai, en train blindé, une semaine après la visite d'Antonov-Ovseïenko. Nikiforova les a rencontrés à la gare et, avec d'autres membres du groupe de Makhno, Boris Veretelnikov et Mikhalev-Pavlenko, leur ont proposé de les escorter jusqu'à la ville. Kamenev a été impressionné par Nikiforova et, après avoir rencontré Makhno et avoir visité la cité, à son retour à Iekaterinoslav, il a télégraphié aux responsables moscovites pour ordonner que sa peine de privation du droit d'exercer des fonctions de responsabilités politiques soit réduite d'un an à six mois. Cependant, face à la propagande anti-anarchiste écrasante parmi les commandants, les politiciens et les médias bolcheviques, les tentatives d'Antonov-Ovseïenko d'appuyer pour obtenir un soutien militaire aux anarchistes ont échoué. L'influence politique d'Antonov-Ovseïenko a commencé à décliner au sein du Parti, et il a été remplacé peu après sa visite à Gouliaï-Polié, le 15 juin, par Jukums Vācietis .

### Capture et mort
En juin 1919, le commandement bolchevique a cherché à interdire les armées anarchistes dont celle de Makhno. Elles ont alors été attaquées par l'Armée rouge et traquées par la Tchéka. Faisant face à une guerre sur deux fronts contre les armées blanche et rouge, Nikiforova réunit un groupe de partisans avec son mari, Witold Brzostek. Son intention était de mettre en place un réseau de cellules clandestines pour mener une guérilla, puisqu'une force de combat formelle n'était plus disponible. Envoyant trois cellules pour diverses missions, elle participe elle-même à une mission de sabotage contre l'état-major des armées blanches dans la ville de Sébastopol. C'est dans cette ville, que Maroussia et Brzostek sont reconnus et arrêtés. Jugés le 16 septembre 1919, ils sont reconnus coupables et condamnés à mort. Tous les deux sont fusillés à la mi-septembre. 